# Alles Lüge (1992)
Alles Lüge ist eine deutsche Polit-Komödie aus dem Jahre 1991 mit Dieter Hallervorden. Der Verleih startete am 9. April 1992 in den deutschen Kinos.

## Handlung
Dem „verdienten Komiker des Volkes“ (der DDR) Günther Kasulke sind der Mauerfall und die Wende nicht gut bekommen. Die Chancen, im Osten Karriere zu machen, sind gleich null. Außerdem muss er mit ansehen, wie sich seine Frau mit einem gemeinsamen Bekannten amüsiert. Er zieht als Konsequenz nach Berlin, um seine Tochter Rita zu suchen. Zudem will er im Westen sein berufliches Glück neu versuchen.
Dort trifft er seinen alten Bühnenpartner Rudi Portmann, der mit dunklen Geschäften Millionär geworden ist. Verstört stolpert Günther in ein Verhältnis mit Portmanns Gattin Lizzy. Bald stellt er fest, dass er marktwirtschaftlich untauglich ist und die Marktwirtschaft nichts von dem hält, was sie verspricht.
Indem sich Staatsanwältin Erika geschickt Günthers Vertrauen erschleicht, liefert er Portmann ungewollt ans Messer und hat die zündende Idee, im leerstehenden Palast der Republik ein „sozialistisches Disneyland“ zu schaffen, welches den drei Ossi-Auswanderern neue Lebensinhalte verschafft.

## Kritiken
„Total mißlungener Versuch einer Satire, der sich in erster Linie in lautem Klamauk ergeht und weder entlarvend noch komisch ist.“

„Heiko Schier, der mit seinem Debütfilm «Wedding» euphorisch gefeiert wurde, hat mit dem Versuch einer politischen Gegenwartskomödie kräftig danebengegriffen. Die gute Idee wurde durch eine Aneinanderreihung platter Klischees im Keim erstickt.“

## Veröffentlichungen

### VHS & Laserdisc
Bereits im Oktober 1992 wurde der Film auf Videokassette von VCL sowie auf Laserdisc veröffentlicht.

### DVD
Der Film wurde am 12. September 2008 von der MORE Music and Media GmbH & Co. KG auf DVD veröffentlicht. Im Gegensatz zu den anderen Filmen mit Dieter Hallervorden ist die DVD von Alles Lüge ohne jegliches Bonusmaterial.